# Штюрмер, Карл
Карл Штюрмер (нем. Karl Stürmer; 9 октября 1882, Вена, Австро-Венгрия — 1943, Фаэнца, Италия) — австрийский футболист, центральный защитник и центральный полузащитник. После завершения карьеры игрока работал тренером в Италии.

## Карьера
Карл Штюрмер начал спортивную карьеру в клубе «Виенна Крикет», откуда, в 1898 году, перешёл в футбольный клуб «Фёрст». За этот клуб футболист выступал 10 лет, одновременно он провёл два матча за сборную Австрии. В 1907 году он стал игроком клуба ВАК, за который выступал вплоть до начала Первой мировой войны. После окончания войны Штюрмер стал тренером, работая сначала с ВАКом, а затем с клубом «Рудольфсхюгель».
В 1920 году Карл уехал в Италию. Там он, в первой половине 1920-х годов, работал с клубами «Реджана» и «Торино». При нём в туринском клубе дебютировал Адольфо Балончери, впоследствии ставший капитаном сборной Италии. Три сезона Штюрмер проработал в клубе «Прато». Затем Карл проработал сезон в «Алессандрии» и полтора года в «Лацио», откуда он ушёл после поражения со счётом 0:2 от «Ювентуса». Пол-сезона в «Массезе» и год в «Ливорно». В 1936 году он вновь возглавил «Алессандрию» и смог привести этот клуб к финалу Кубка Италии. Сезон 1938/39 Штюрмер провёл в качества помощника главного тренера «Ювентуса», Вирджинио Розетты. Последние годы своей жизни Карл тренировал клубы серии С, «Кремонезе», «Верону» и «Чезену».